# Haag am Hausruck
Haag am Hausruck település Ausztriában, Felső-Ausztria tartományban, a Grieskircheni járásban, területe 17,01 km².

## Fekvése
Tengerszint feletti magassága 505 méter. Haag am Hausruck Pram, Rottenbach, Weibern, Geboltskirchen, Eberschwang és Geiersberg településekkel határos.

## Népesség
Lakosainak száma 2176 fő (2018. január 1.).